# Das ist Freddy
Das ist Freddy ist das vierte Studioalbum des österreichischen Schlagersängers Freddy Quinn, das 1961 in den Musiklabels Polydor und Bertelsmann-Schallplattenring auf Schallplatte (Nummer J 73 528) in Deutschland veröffentlicht wurde. Die Schallplatte wurde durch die Deutsche Grammophon GmbH hergestellt. Der Vertrieb geschah unter den Rechtegesellschaften Gesellschaft für musikalische Aufführungs- und mechanische Vervielfältigungsrechte und Bureau International de l’Edition Mecanique. Im Oktober 1964 wurde es vom Musiklabel Atlas Record (Nummer 682 025) erneut veröffentlicht.
Der Bertelsmann-Schallplattenring veröffentlichte das Album als Sonderauflage für dessen Mitglieder.

## Schallplattenhülle
Auf der Schallplattenhülle ist Freddy Quinn auf der rechten Seite in schwarz-weiß zu sehen, links sind die Liedtitel in schwarzer Schrift auf rotem Hintergrund angebracht. Die 1964 veröffentlichte Version von Atlas Record beinhaltet kein Bild von Quinn, sondern beinhaltet lediglich die Liedtitel in türkiser Farbe auf weißem Hintergrund sowie das Logo des Musiklabels.

## Musik
Die Orchester von Bert Kaempfert und Heinz Alisch spielten die Musik.
Unter fremden Sternen, Melodie der Nacht, La Guitarra Brasiliana, Weit ist der Weg, Ich bin bald wieder hier und Irgendwann gibt’s ein Wiedersehn wurde von Lotar Olias geschrieben; bei Unter fremden Sternen und Melodie der Nacht war Aldo von Pinelli beteiligt. Bei Melodie der Nacht, La Guitarra Brasiliana und Weit ist der Weg arbeitete Olias mit Günter Loose und bei Ich bin bald wieder hier und Irgendwann gibt’s ein Wiedersehn Peter Moesser zusammen.
Bel Sante wurde von Charlotte Chait und Günter Lex (ein Pseudonym von Peter Moesser) geschrieben und von Bert Kaempfert arrangiert. Cigarettes And Whisky wurde von Peter Moesser und Tim Spencer geschrieben. Bel Sante wurde im Original von Mitch Miller & his Orchestra and Chorus im Jahr 1955 veröffentlicht und im Jahr darauf erstmals von Freddy Quinn.
Cigarettes and Whisky ist eine Coverversion des englischen Liedes Cigareetes, Whusky, And Wild, Wild Women, das von Tim Spencer geschrieben und 1947 von The Sons of the Pioneers gesungen wurde.
Bei den anderen sechs Liedern war Quinn der Originalinterpret. Freddy Quinn veröffentlichte alle acht Lieder als Single in den Jahren 1956 bis 1960.

## Titelliste
Das Album beinhaltet folgende acht Titel:
- Seite 1

1. Unter fremden Sternen
2. Melodie der Nacht
3. La Guitarra Brasiliana
4. Bel Sante

- Seite 2

1. Weit ist der Weg
2. Cigarettes And Whisky
3. Ich bin bald wieder hier
4. Irgendwann gibt’s ein Wiedersehn